# Пожарско
Пожарско (грч. Λουτράκι, Лутраки) је насељено место у општини Меглен у периферији Средишња Македонија, Грчка. Према попису из 2021. године било је 1.176 становника.
Према бугарском географу и историчару, Василу Канчову, у Пожарско је 1900. године живело 2.004 Словена хришћана. Село се раније звало Доње Пожарско и основали су га житељи Горњег Пожарског, који су ту имали викендице, и где су се постепено преселили. Године 1924. 15 породица се иселило у Бугарску, осам у Варну, шест у Софију и једна у Стару Загору. Македонски историчар Тодор Симовски, 1998. године наводи да је Пожарско словенско насеље.